# 佐々木栄一
佐々木栄一（ささき　えいいち）は、日本の工学者。国立大学法人東京工業大学環境・社会理工学院土木・環境工学系教授。
専門は、構造工学、鋼構造学、地震工学、維持管理工学。土木学会に所属。熊本県出身。

## 略歴
- 1991年　熊本県立熊本高等学校　卒業[1]
- 1995年　横浜国立大学工学部建設学科　卒業[1]
- 1997年　横浜国立大学大学院工学研究科博士課程前期　修了[1]
- 1998年　東京工業大学大学院理工学研究科博士課程　中退[1]
- 1998年　東京工業大学工学部土木工学科寄附講座教員（助手）[1]
- 2001年　東京工業大学大学院理工学研究科助手[1]
- 2005年　横浜国立大学大学院環境情報研究院特任助教授[1]
- 2006年　横浜国立大学大学院工学研究院助教授[1]
- 2007年　横浜国立大学大学院工学研究院准教授[1]
- 2011年　東京工業大学大学院理工学研究科土木工学専攻准教授[1]
- 2022年　東京工業大学環境・社会理工学院土木・環境工学系教授[2]

## 受賞歴
- 土木学会論文奨励賞（2004）[3]
- 構造工学論文賞 (2007)[3]
- 構造工学論文賞(2011)[3]
- 日本鋼構造協会論文賞(2012)[3]
- 日本鋼構造協会論文賞(2014)[3]
- 日本工学教育協会工学教育賞（業績部門） (2019)[3]
- The outstanding paper of the year 2019-2020, JACT (Journal of Advanced Concrete Technology)(2020)[3]
- 土木学会論文賞(2021)[3]